# Каньйон Північний
82°32′ пн. ш. 312°22′ сх. д. / 82.54° пн. ш. 312.36° сх. д.{{#coordinates:}}: недопустима довгота

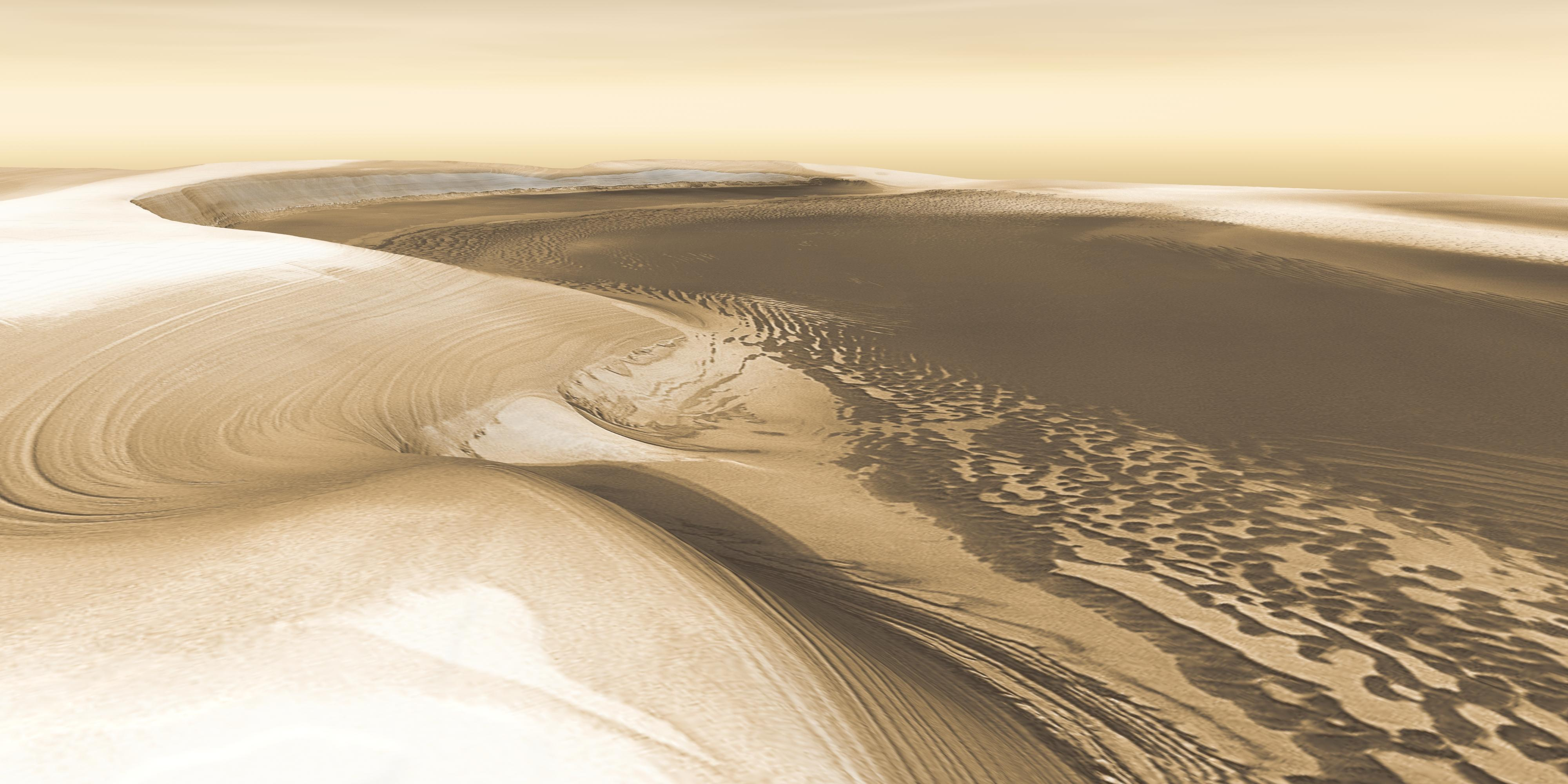
Каньйон Північний, згенероване комп'ютером зображення на основі зображень Каньйону Північний, знятих інструментом THEMIS на апараті «Марс Одіссей»

Каньйо́н Півні́чний (лат. Chasma Boreale, вимовляється «ха́сма бореа́ле») — довгий і широкий каньйон у північній полярній шапці Марса, розташований на 83° північної широти і 47,1° західної довготи. Каньйон, що має довжину близько 560 км, є однією з найпомітніших, найцікавіших і найзагадковіших деталей зони зледеніння біля північного полюса Марса.
Детальні фотознімки каньйону Північний було отримано під час місій космічних апаратів NASA Марінер-9 і «Mars Reconnaissance Orbiter» (MRO). Вчених одразу надзвичайно зацікавило походження цієї величезної тріщини. Відповідно до початкових гіпотез, розлом став наслідком вулканічної активності, підтопивши крижаний шар, вітрової ерозії або якоїсь катастрофічного події, що сталася від 5 до 10 млн. років тому. Але доктор Джек Хольт з Інституту геофізики Техаського університету, який досліджував марсіанську полярну шапку з допомогою радара SHARAD (Shallow Subsurface Radar) і зіставив отримані результати з даними MRO, дійшов висновку, що розлом має давніше та складніше походження:
Дані MRO ясно показують, що розлом сформувався в набагато давнішому льодовиковому шарі, що датується мільярдами років. Через форми стародавнього льодовика каньйон ставав усе глибшим, у той час як навколо нього формувалися молодші льодовикові шари. Вітри, що дмуть над полярною шапкою, імовірно, перешкоджали накопиченню нового льоду у розломі, не даючи йому заповнюватися.
Постійний напрямок вітру визначався рельєфом місцевості. Вітри, що дмуть у районі розлому, супроводжувалися потужними пиловими бурями. Вкриваючи лід, пил сприяв його подальшому таненню.
Вчені припускають, що круті льодовикові схили Chasma Boreale мають оголення стародавніх льодовикових пластів. Їх подальше вивчення може пролити світло на історію марсіанського клімату.

## Галерея

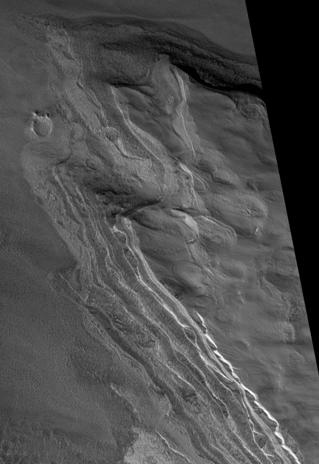
Каньйон Північний, як його бачить HiRISE.
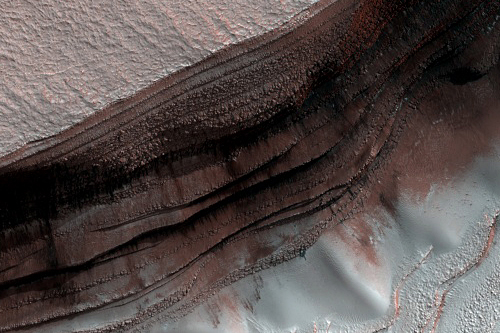
Каньйон Північний, як його бачить HiRISE.
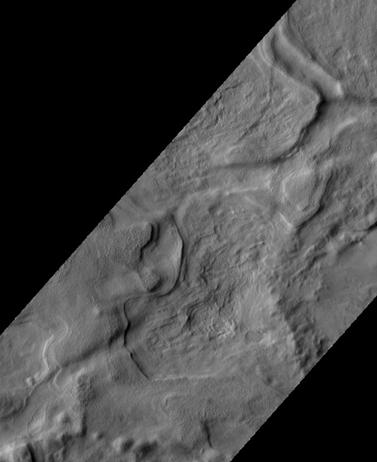
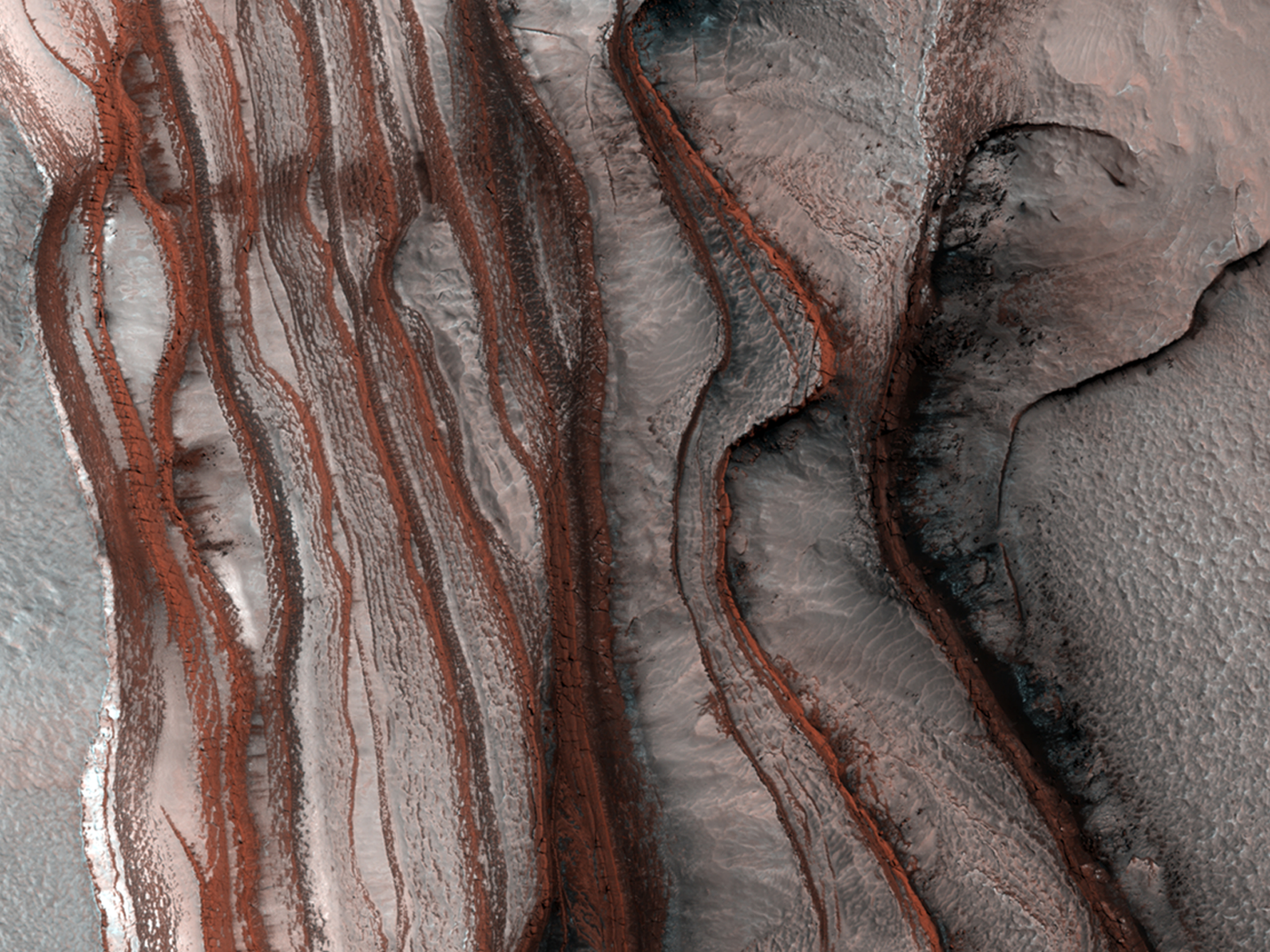
Червоні скелі на Марсі в регіоні Каньйону Північний. Фото 2008 року зроблене HiRISE.